# Meklit Hadero

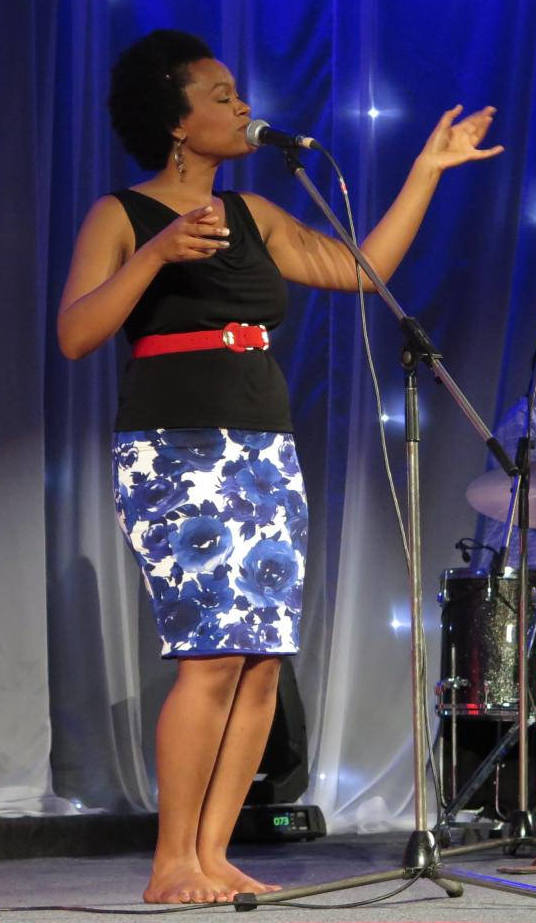
Meklit Hadero biểu diễn

Meklit Hadero, được gọi đơn giản là "Meklit", là một ca sĩ và nhạc sĩ có trụ sở tại San Francisco, California. Cô được biết đến với phong cách trình diễn có hồn, và kết hợp những ảnh hưởng của nhạc jazz, dân gian và Đông Phi trong âm nhạc của cô. Sinh ra ở Ethiopia, cô lớn lên ở Mỹ và học đại học tại Yale, nơi cô học ngành khoa học chính trị và trở thành một ca sĩ, nhạc sĩ có tầm ảnh hưởng lớn.
Ngay sau khi tốt nghiệp, Meklit chuyển đến San Francisco và cô đã đắm chìm trong khung cảnh nghệ thuật thịnh vượng của thành phố. "[Meklit] là một người có tầm ảnh hưởng lớn về nghệ thuật trong giai đoạn đầu", một phóng viên từ tờ San Francisco Chronicle viết sau khi chứng kiến một buổi biểu diễn sớm ở khu Mission của thành phố. "Cô ấy hát về sự mong manh, hy vọng và tự trao quyền, và toát ra cả ba. Điều không thể cưỡng lại, trên hết, là âm thanh nhẹ nhàng, gợi cảm, dịu dàng của cô ấy. Cô ấy thật tuyệt vời." 
Được đặt tên là thành viên toàn cầu của TED năm 2009, Meklit đã từng là cư dân nghệ sĩ tại Đại học New York, Bảo tàng De Young và Nhà nghệ thuật Poppy đỏ. Hiện là thành viên của Viện Wildflowers, Meklit cũng đã hoàn thành các khoản hoa hồng âm nhạc cho Quỹ San Francisco và cho các sản phẩm sân khấu được dàn dựng bởi Brava! Dành cho phụ nữ trong nghệ thuật. Cô là người sáng lập Arba Minch Collective Lưu trữ ngày 26 tháng 6 năm 2017 tại Wayback Machine, một nhóm các nghệ sĩ người Ethiopia ở diaspora dành cho việc nuôi dưỡng mối quan hệ với quê hương của họ thông qua sự hợp tác với cả các nghệ sĩ truyền thống và đương đại ở đó. Là thành viên cao cấp của TED kể từ năm 2011, cô đồng sáng lập Dự án Nile cùng với nhà âm nhạc dân tộc Ai Cập Mina Girgis và từ đó đã tham gia vào 2 hội nghệ sĩ (Aswan, 2013 và Uganda năm 2014) hợp nhất các nhạc sĩ từ 11 quốc gia dọc theo lưu vực sông Nile.
Cô tiếp tục lưu diễn Bắc Mỹ, và mong chờ bản phát hành và lưu diễn châu Âu vào mùa thu 2014.
Hai bài hát của Meklit Hadero đã được nhà văn / đạo diễn Tamar Halpern chọn cho bộ phim Jeremy Fink và Ý nghĩa cuộc sống của cô - "You and the Rain" và "Walk Up".

## Danh sách đĩa hát
Meklit đã phát hành năm album nổi tiếng của mình cho đến nay. Đầu tiên là một EP tám bài hát tự sản xuất và phát hành mang tên Eight Song (2008). Thứ hai, đầu tiên full-length LP của cô, Vào một ngày như thế này..." phát hành cho sự hoan nghênh rộng rãi trong năm 2010, được ghi nhận là Studios Closer San Francisco và được sản xuất bởi Eric Moffat và không lành mạnh Recording. Sản phẩm âm nhạc của cô đã được tạp chí Lọc đánh giá "[Sự kết hợp] nhạc jazz New York với dân ca West Coast và sự hưng thịnh của châu Phi, tất cả đều bị ràng buộc với nhau bởi giọng nói ngạo nghễ của Hadero."  Nó đã thắng Meklit bởi những câu chuyện của NPR, PBS, và National Geographic. Biên niên sử San Francisco gọi cô là "người khổng lồ nghệ thuật trong quá trình sản xuất". Sau đó, cô mạo hiểm tham gia vào một sự hợp tác sáng tạo có tên CopperWire, cùng với hai nghệ sĩ cũng đến từ người di cư gốc Ethiopia, Gabriel Teodros và Burntface. opera không gian, sau đó "Earthbound", đã đứng ở vị trí thứ 5 trong bảng xếp hạng hiphop của CMJ. Lửa cháy (t phiên bản người thừa kế của "Đường hầm" khiến nhiều người không nói nên lời với vẻ đẹp giản dị của nó), Lou Reed, Neil Young và Stevie Wonder.
Bây giờ cô ấy đã tạo ra một bước nhảy lượng tử khác, trong album solo mới nhất "We Are Alive (Six Degrees Records). Được sản xuất bởi thiên tài âm thanh Eli Crews (nổi tiếng với công việc của anh ấy với tUnE-yArDs), tài năng sáng tác không thể bắt chước được và giọng hát độc đáo của cô ấy là vô hạn và chuyến bay đầy sáng tạo, từ âm thanh "A-Train" theo tiêu chuẩn nhạc jazz của cô cho đến bản dựng rực lửa của "Chờ đợi động đất", len lỏi qua một phiên bản tối tăm và trêu chọc của The Police cổ điển "Hãy mang trong đêm" qua cô nàng ngây ngô giai điệu, "Kemekem" (mà cô ấy phụ đề "I Like Your Afro!"), kết thúc với đêm chung kết hoành tráng, tuyên bố "We Are Alive". USA Today nói, "Meklit mang đến âm thanh của riêng cô ấy, rất đặc trưng... (Chúng tôi Are Alive) thậm chí còn tốt hơn với mỗi lần nghe ",
Người bảo vệ vịnh San Francisco (ảnh bìa: http://www.sfbg.com/2014/03/18/awn-meklit-hadero) viết: "những gì thu hút bạn vào, những gì giữ cho mắt và tai của bạn bị khóa trên Meklit, những gì làm cho một tiếng "Chết tiệt!" vô thức bắt đầu lớn lên ở phía sau miệng của bạn là giọng nói của cô ấy: trầm lắng, gợi cảm, có khả năng nhảy từ con mèo jazz staccato sang con chim biết hót, cô ấy truyền tải cả sự mong manh và sức mạnh tuyệt vời trong một người phụ nữ. "
Cô được bình luận: "Cô ấy là một phụ nữ có tiếng nói của Joni, người coi âm nhạc là một con đường dẫn đến vùng đất phát triển hơn, với những điểm dừng chân cho những người thích Talking Heads và Lou Reed."
Theo trang Bandcamp của cô, Meklit đã phát hành album "Khi mọi người di chuyển, âm nhạc cũng di chuyển" vào ngày 23 tháng 1 năm 2017.
- Chúng tôi đang sống (ngày 18 tháng 3 năm 2014, Hồ sơ sáu độ)
- Meklit & Quinn - với Quinn DeVeaux (2012, Porto Franco Records)
- Earth Đất - với bộ ba hip hop CopperWire (2012, Porto Franco Records)
- Vào một ngày như thế này... (2010, Porto Franco Records)
- Tám bài hát - EP (2008, tự phát hành)